# 高山正治
高山 正治（たかやま ただはる）は、倉敷めぐみキリスト教会の牧師。地元の岡山県の教会で主任牧師をつとめる。

## 教会
岡山県にて、日本同盟基督教団倉敷めぐみキリスト教会の牧師をつとめている。聖書を読み込んで、日々の説教にあたっている。教会運営の傍ら、趣味である畑仕事もこなす。伝道者生活のほとんどを異端・カルト問題に取り組むことに捧げ、異端・カルトからの脱会カウンセラーとして知られる。

## 活動
異端・カルト問題に関わり始めたきっかけはエホバの証人で、「イエス・キリストが冒涜されている」と感じたことからこの問題に取り組んだという。具体的には家族からの救出依頼で関わることになるが、一人のカルト信者を救うためには家族が何人か本気にならなければならず、カルト信者が救出されてクリスチャンになったら、家族もクリスチャンになる場合が多く、それも実りが大きく、何ものにも代えがたいと述べる。
一番長く関わりを持ってきたのは統一教会で、日本の婦人が様々な問題を抱えていることに原因があると分析。日本の教会が弱くなってきたところにカルトが入って来たと考える。
自身が教会に通った頃には「教会ではまず罪を指摘され」ることが常であり、そこから十字架の愛が語られることで悔い改めに導かれたが、今はそうではない。日本の教会はこの点をもっと大胆に語っていかないといけないのではないかと主張する。
脱会カウンセリングの手段として用いる「軟禁脱会説得」「保護説得」には問題性があるとの指摘もある。
2011年6月25日、日本脱カルト協会主催の公開講座では、パネリストの一人として招聘された高山に抗議をする統一教会信徒約40名が、講座が始まる1時間前から会場から道を挟んだ歩道に整列し、シュプレヒコールを上げた。会場では高山によって脱会説得を受けた信徒が「先生、私を覚えていますか？」と声をかける場面もあった。
主催者側は、日本脱カルト協会は様々な思想やスタンスを持つ者同士による「緩やかな集まり」であると説明し、高山と「日本脱カルト協会」による「連携」を否定した。
2015年、キリスト教放送局日本FEBCの特別番組「福音を見つめ直し、教会を考える―異端、カルト化の問題から」（2015年9月25日放送）に出演。「イエス・キリストの御名が汚されている」と題し、カルト・異端は「イエス・キリストは失敗した」と言い、「そのイエス・キリストの失敗をやり直すために使命を受けているのが私だ」と言うのが、それぞれの教祖であるとした。恐怖感を植え付けて壺や印鑑を買わせる霊感商法は、実は後から日本人の統一協会員が作り出したものであると指摘した。
主任牧師を務める倉敷めぐみキリスト教会では、聖書を学ぶ会のほか、脱会者の集い「出エジプト会」が定期的に開かれている。

## 大学へのカルト教団注意の呼びかけ
統一教会、摂理、エホバの証人など、カルト教団に対する注意の呼びかけを、大学において積極的に行なっている。